# Dragon Ball (anime)
Dragon Ball (ドラゴンボール) is een Japanse animeserie gebaseerd op het eerste deel van de manga Dragon Ball door Akira Toriyama en geproduceerd door Toei Animation. Het tweede deel van deze manga verscheen onder de naam Dragon Ball Z.
De Dragon Ball anime bestaat uit 153 afleveringen van ieder 20 minuten en liep in Japan van 26 februari 1986 tot 12 april 1989.

## Verhaal
Het verhaal gaat over Son Goku die op een dag een meisje genaamd Bulma Briefs tegenkomt. Bulma heeft een dragonball bij zich, waarvan er in totaal zeven zijn. Zij vertelt Goku over de werking van deze bollen.
Goku gaat met Bulma mee om haar te helpen in de zoektocht naar de zeven bollen. Tijdens hun reis komen ze velen nieuwe personages tegen zoals het varkentje Oolong dat voor 5 minuten van gedaante kan veranderen, Yamcha, een woestijnbandiet en zijn bondgenoot Puar, de gevechtskunstenleraar Master Roshi (Kame Sennin) en zijn schildpad Turtle en Krillin, een monnik die samen met Goku les wil van Kame Sennin.
Dit is nog maar het begin van de Dragon Ball. In de loop van het verhaal komen er steeds meer kwade krachten die de Dragon Balls voor hun eigen wensen willen misbruiken. Goku en zijn vrienden trachten dit te weerhouden, hoewel dit niet altijd zonder offers lukt.

## Films
Tijdens de uitzending van de anime werden drie theatrale geanimeerde Dragon Ball-films geproduceerd. De eerste was Curse of the Blood Rubies in 1986, gevolgd door Sleeping Princess in Devil's Castle in 1987 en Mystical Adventure in 1988. In 1996 werd de film The Path to Power uitgebracht om het tienjarige bestaan van de anime te herdenken.